# Rudolf Sommer (Politiker, 1923)
Rudolf Sommer (* 1. Jänner 1923 in Wien; † 6. Oktober 2013 in Baden bei Wien) war ein österreichischer Politiker (ÖVP).

## Leben
Nach Besuch der Volksschule besuchte Sommer ein Realgymnasium, an welchem er im Jahr 1941 maturierte. Unmittelbar danach wurde er als Soldat in die Wehrmacht eingezogen, in der er vier Jahre dienen musste. 1945 geriet Sommer in sowjetische Kriegsgefangenschaft, aus der er erst nach zwei Jahren, 1947, entlassen wurde.
1948 fand Sommer, nach seiner Rückkehr nach Österreich, Arbeit als Bundesbeamter im Landesinvalidenamt für die Bundesländer Wien, Niederösterreich und Burgenland. Er war es bis zu seiner Pensionierung, 1989.
Ab 1973 war Sommer im Mitglied des Österreichischen Gewerkschaftsbundes, dessen christdemokratischer Vorsitzender er von 1976 bis 1989 war. 1987 wurde er zum Vizepräsidenten des ÖGB gewählt, eine Funktion, die er bis 1991 innehatte.
Im Juni 1978 wurde Sommer Mitglied im Bundesrat. Er war knapp elf Jahre, bis Januar 1989, Bundesratsmitglied.

## Auszeichnungen
- Großes Goldenes Ehrenzeichen für Verdienste um die Republik Österreich
- Gregoriusorden
- Großes Ehrenzeichen des Landes Burgenland
- Silbernes Komturkreuz des Ehrenzeichens für Verdienste um das Bundesland Niederösterreich
- Silbernes Ehrenzeichen des Landes Oberösterreich
- Großes Silbernes Ehrenzeichen für Verdienste um das Land Wien